# Zanzim
Zanzim, pseudònim de Frédéric Leutelier, és un autor de còmics, francès.

## Biografia
Zanzim va estudiar a Rennes on va obtenir un diploma nacional superior en expressió plàstica el 1996, després a Angers on es va convertir en el titular d'un diploma nacional en arts plàstiques en comunicació de les Belles Arts. Pel que fa a les influències, es refereix a Quino, l'autor de Mafalda, així com a Sempé; També li agrada els dibuixos animats com La pantera rosa, Mister Magoo, Crazy Drivers i admira Les Pauvres Aventures de Jérémie de Riad Sattouf. Després es va incorporar al taller Pepe Martini de Rennes.
El seu primer àlbum es va publicar l'any 2002, quan va dibuixar el primer volum del díptic Les Yeux verts (Carabas) a partir d'un guió d'Hubert. Els dos artistes han dut a terme nombroses col·laboracions al llarg dels anys, com ara The Firefighters' Siren (2006), My Posthumous Life (2012-2013) Man's Skin (2020). El llibre Peau d'homme va guanyar el Gran Premi de la Crítica 2021 i va ser finalista per al Fauve d'Or al Festival d'Angoulême 2021. Peau d'homme li va portar un veritable èxit de públic, que després va redescobrir en gran manera els seus àlbums anteriors.
Zanzim també va unir forces amb Fred Duval per oferir, en tres volums, una adaptació del Tartuffe de Molière (2008-2010). El 2015 es va publicar el primer àlbum en solitari de Zanzim, L'Île aux femmes.
Paral·lelament, va participar en obres col·lectives, com Comix 2000 (L'Association) i Les Gens normales, paroles lesbiennes gay bi trans, dirigida per Hubert (Casterman) i que conté testimonis i textos de referència; El llibre es va publicar l'any 2013, quan es votava a França la llei que legalitzava el matrimoni entre persones del mateix sexe.

## Obres
- Les Yeux verts (dibuix), guió de Hubert, Ed. Carabas, col·lecció “Cockpit”.

1. La cortesia dels monstres, 2002 ISBN 2-914203-08-X (BNF 38910758)
2. Capital de l'infern, 2004 ISBN 2-914203-23-3 (BNF 39262779)

- La Sirène des pompiers (dibuix), guió i color d'Hubert, Dargaud, col. "Poisson pilote", 2006 ISBN 2-205-05718-9 (BNF 40236837)
- Tartuffe (dibuix), guió de Fred Duval, colors d'Hubert; inspirat en Molière, Delcourt, col. Ex-libris

1. Volum 1, 2008 ISBN 978-2-7560-1096-0 (BNF 41328820)
2. Volum 2, 2009 ISBN 978-2-7560-1097-7 (BNF 42094979)
3. Volum 3, 2010 ISBN 978-2-7560-1098-4 (BNF 42270149)

- Ma vie posthume (dibuix), guió i color d'Hubert, Glénat, col. 1000pagines.

1. Ne m'enterrez pas trop vite,, 2012 ISBN 978-2-7234-8359-9 (BNF 42700387)
2. Anisette et formol, 2013 ISBN 978-2-7234-8735-1 (BNF 43630438)

- L'Île aux femmes (guió i dibuix), colors d'Hubert, Glénat, 2015 ISBN 978-2-7234-9700-8 (BNF 44307079)
- Peau d'homme (dibuix i color), guió d'Hubert, Glénat, col. 1000 pagines, 2020ISBN 978-2-344-01064-8
- Big Little Man (per completar) novembre de 2024

## Distincions
- 2020, per Man's Skin amb Hubert:
  - Grand prix RTL de la bande dessinée[13]
  - Prix de la BD du Point[14]
  - Prix Landerneau 2020[15]
  - Grand prix de la critique ACBD[16]
  - Fauve des lycéens au festival d'Angoulême 2021[17]